# Joeri Heerkens
Joeri Jesse Heerkens (Broumov, 8 de mayo de 2006) es un futbolista checo, nacionalizado neerlandés, que juega en la demarcación de portero en el Ajax de Ámsterdam de la Eredivisie.

## Trayectoria
Heerkens nació el 8 de mayo de 2006 en Broumov (República Checa). Hijo de Hillebrand y Natasja Heerkens, empezó a jugar al fútbol a los seis años. A los trece, empezó a asistir a un internado deportivo en la República Checa.
Como jugador juvenil, Heerkens se incorporó a la cantera del TJ Slovan Broumov checo. En 2018, se incorporó a la cantera del equipo checo, FK Náchod. Un año más tarde, se incorporó a la cantera del FC Hradec Králové a la edad de doce años.
Posteriormente, se incorporó a la cantera del AC Sparta Prague en 2021. Tres años más tarde, fue cedido al Loko Vltavín, donde disputó nueve partidos de liga. Tras su estancia allí, fue ascendido a su equipo de reserva.
El 28 de julio de 2025, Heerkens firmó un contrato con el Ajax de Ámsterdam hasta 2030.

## Selección nacional
Heerkens es internacional juvenil con Países Bajos y la República Checa. Durante marzo de 2023 y marzo de 2025, jugó con la selección de fútbol sub-17 de fútbol de la República Checa y con la Selección de fútbol sub-19 de los Países Bajos para la Clasificación al Campeonato Europeo Sub-17 de la UEFA 2023 y para la clasificación del Clasificación al Campeonato Europeo Sub-17 de la UEFA 2025.

### Participaciones en copas internacionales
| Copa                 | Sede    | Resultado      |
| -------------------- | ------- | -------------- |
| Eurocopa Sub-19 2025 | Rumania | Fase de grupos |

## Palmarés

### Títulos internacionales
| Título          | Club                | Sede    | Año  |
| --------------- | ------------------- | ------- | ---- |
| Eurocopa Sub-19 | Países Bajos sub-19 | Rumania | 2025 |